# Attaque de Haouza (1989)
Pour les articles homonymes, voir Bataille de Haouza.
Guerre du Sahara occidental
Batailles
L'attaque de Haouza a eu lieu le 11 octobre 1989 pendant la guerre du Sahara occidental. Le Polisario attaque le mur des sables défendu par l'armée marocaine.

## Déroulement
Le 11 octobre 1989, le Polisario s'attaque au mur marocain dans la région d'Haouza.
Les polisariens engagent un bataillon mécanisé et un bataillon motorisé. D'après le mouvement indépendantiste, les polisariens provoquent la débandade au sein des soldats marocains sur une profondeur de plus de 20 kilomètres derrière le mur avant d'être repoussé ou de se retirer vers les "zones libres" à l'est du mur. Six postes d'observations ou bases marocains sont pris par le Polisario, les soldats marocains ayant été surpris, mais l'attaque est finalement repoussé et les polisariens subissent de lourdes pertes à cause de l'aviation marocaine. L'armée de l'air marocaine envoie ses hélicoptères Gazelle.

## Bilan et conséquences
Le bilan des pertes est radicalement différent. Si le gouvernement marocain annonce que l'armée marocaine a éliminé 101 polisariens, pour 11 soldats marocains tués (dont un lieutenant) et 10 blessés, le Polisario parle de 190 morts, 150 blessés, et 31 prisonniers parmi les soldats marocains. Les sahraouis auraient également perdu 2 BMP-1, 12 jeeps et 6 systèmes d'artillerie.

### Sources bibliographiques
1. 1 2 3  Fuente & Mariño, p. 123.
2. ↑  Ali, p. 166.
3. 1 2  Merini, p. 507.